# Szemna

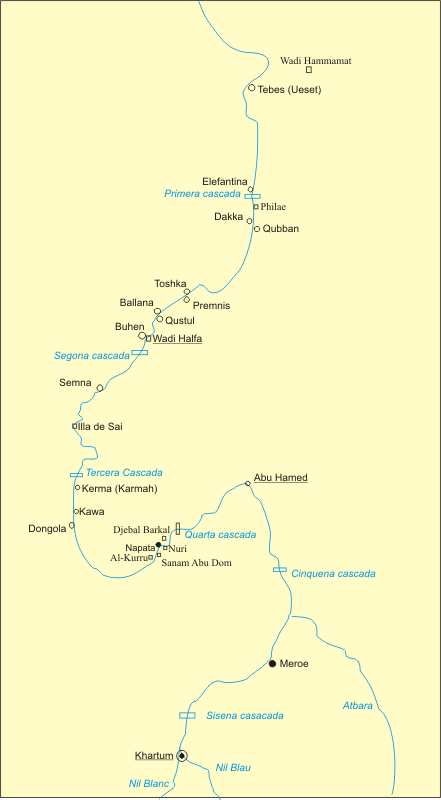
Szemna a Nílus mentén

Szemna erődjeit III. Szenuszert fáraó emeltette az ókori Egyiptom és Núbia határvidékén, a Nílus 2. kataraktájához közel létrehozott erődlánc tagjaként a mai Szudán északi részén (a második kataraktától délre). Az erődlánc további, fontosabb tagjai Buhen, Kubán és az Uronarti mellett épült Toska voltak; mindegyik vályogtéglából épült. Szemna három erődjét többnyire égtájak szerint nevezik meg:
- nyugati erőd (másik neve angol átírásban: Semna Gharb),
- keleti erőd (angolul: Semna Sherq, Kummeh, illetve Kumma, Kumna),
- déli erőd (másik neve angol átírásban: Semna Gubli).

Szemnában változatlanul él tovább az egyiptomi erődépítészetnek az a hagyománya, amely szerint a falakat bástyákkal erősítették meg. Tetejüket pártázat koronázta.
A nyugati erőd alaprajza a terep adottságaihoz alkalmazkodva nagyjából L alakú; ennek megfelelően az épületeket a háromszög két befogójával párhuzamos utcák határolják.